# منطقة إردينغ
مِنطقَة إردِينغٌ (بالأَلمانِيَّة: Landkreis Erding) هي دائِرَة أَلمانِيَّة تَّابعة لمُحافظة باڤارِيا العُليَا في وِلاَية باڤارِيا في جُمهُوريَّة أَلمَانيَا الاِتّحاديّة. وتضُمّ مِنطقَة إردِينغٌ مدِينَتَين، وسُوقَان، واِثنتَين وعِشرِينَ بَلدَة بمِساحة تُقَدَّر بحَوالَي 870 كم2.

## معرض الصور

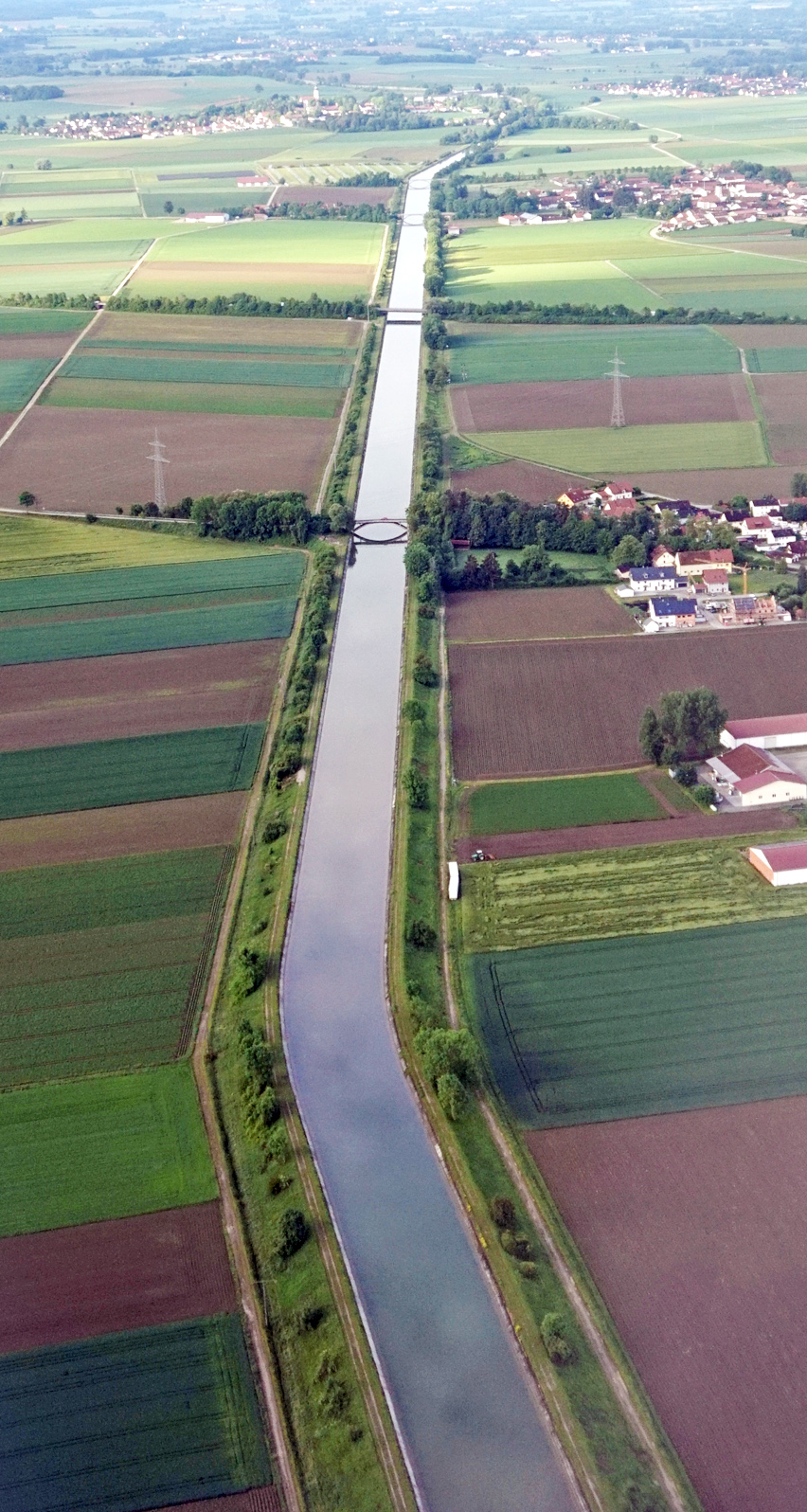
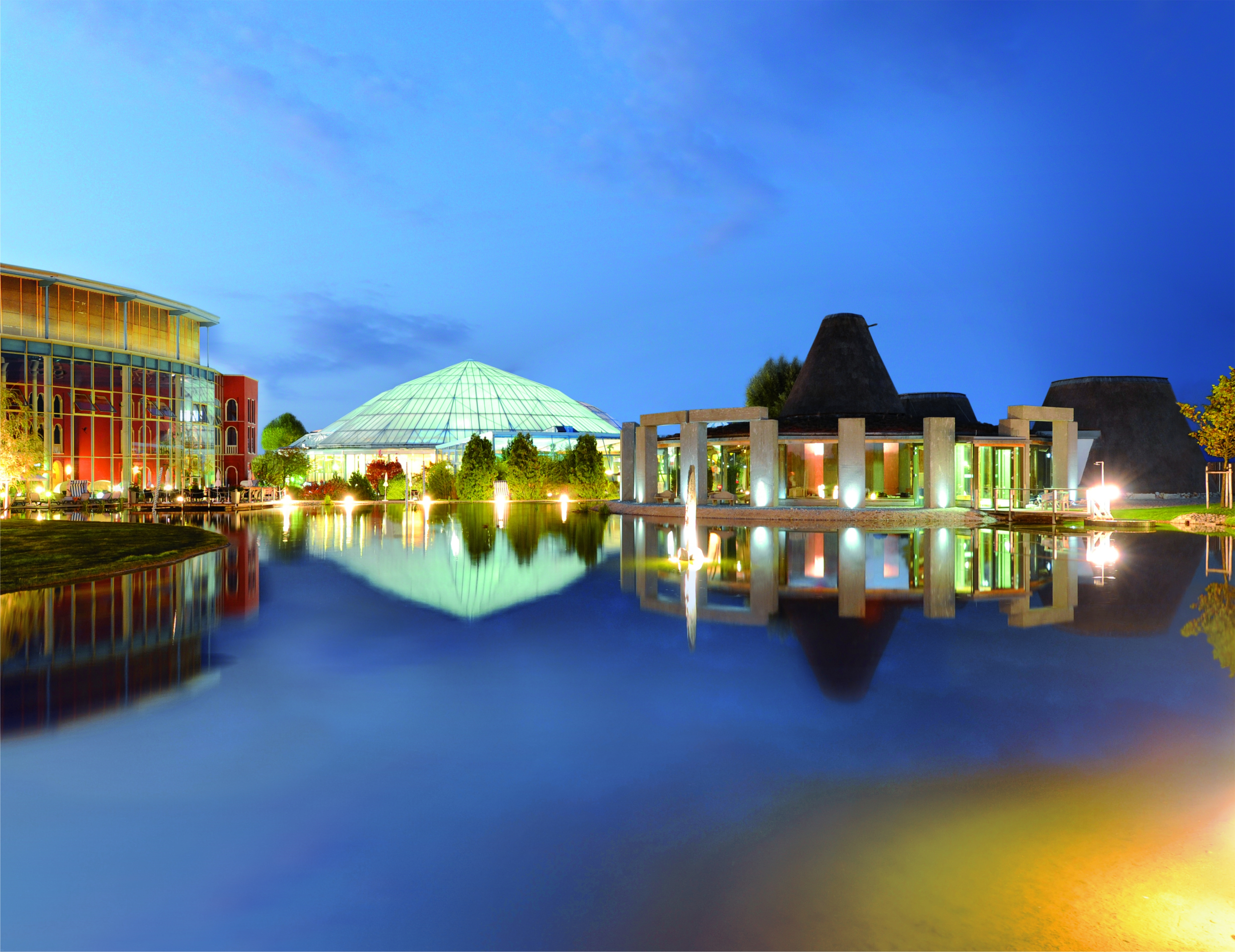
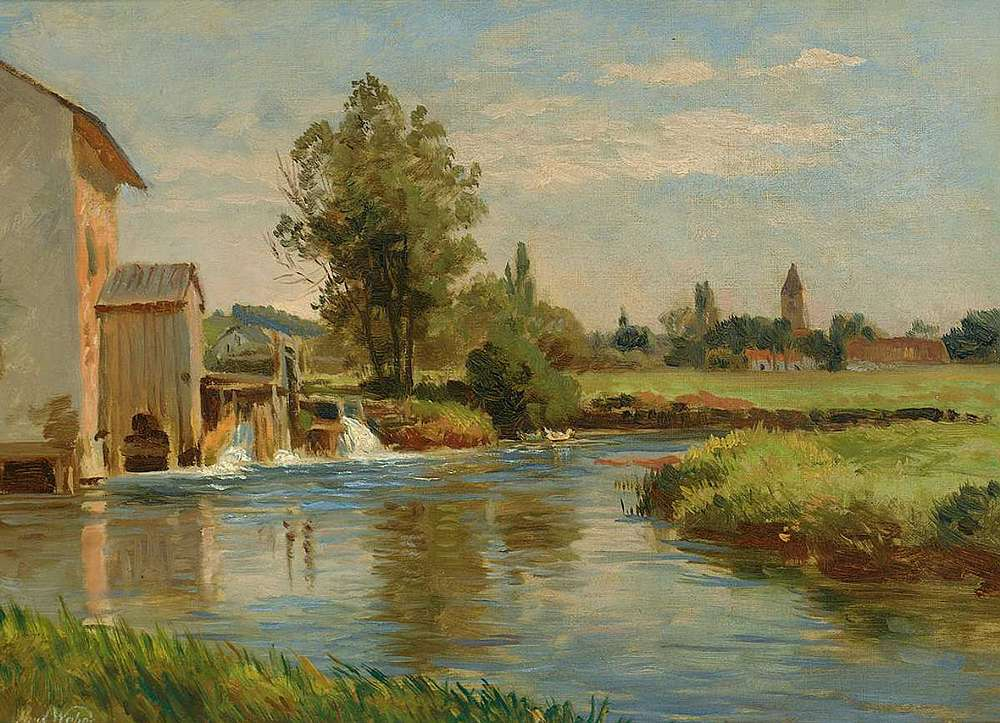
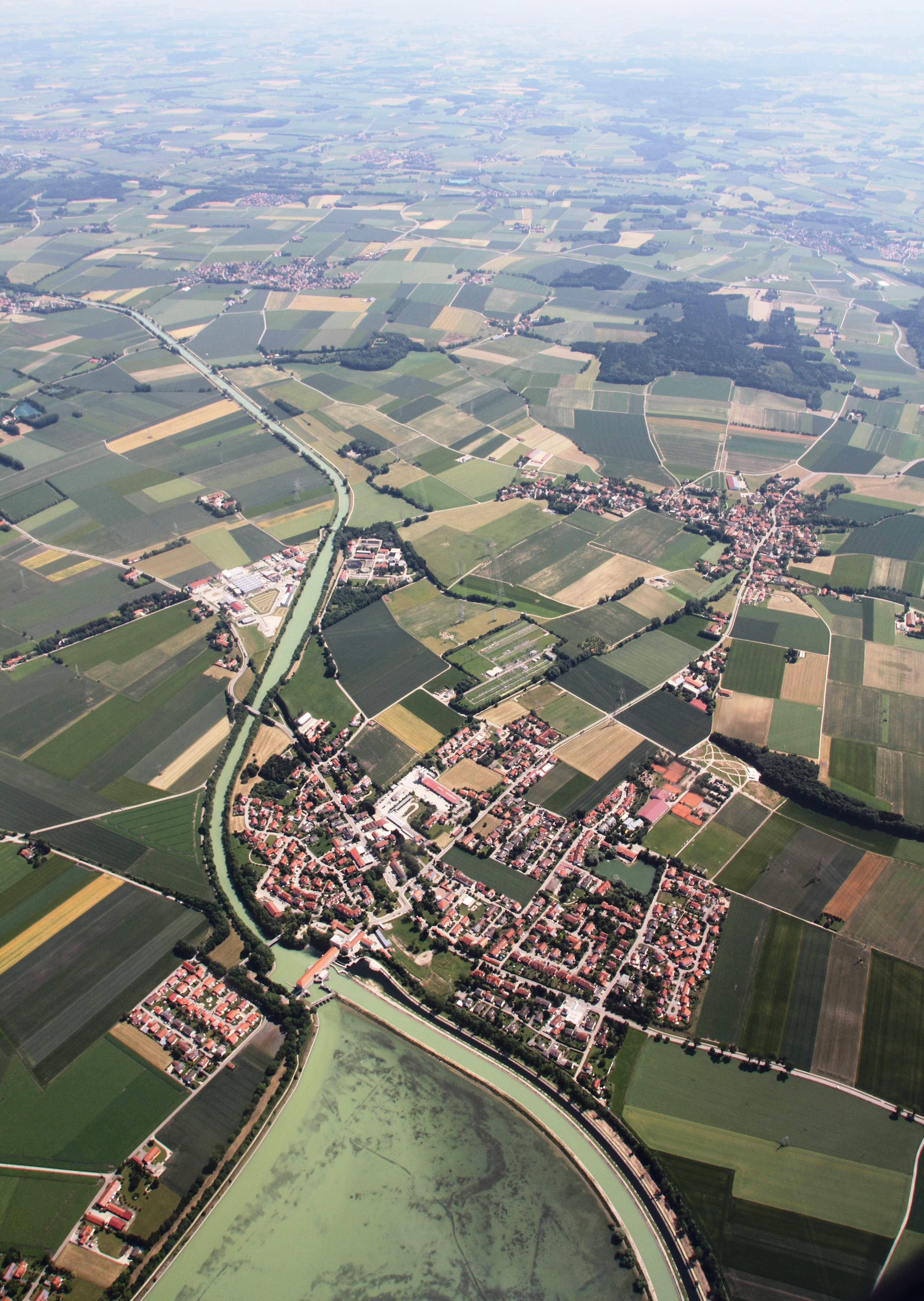

## التّقسِيمات الإِدارِيّة
تضُمّ مِنطقَة إردِينغٌ مدِينَتَين، وسُوقَان، واِثنتَين وعِشرِينَ بَلدَة بمِساحة تُقَدَّر بحَوالَي 870 كم2. وهي كالتَّالي:

### المُدُن
| اِسم المدِينة  | ٱلِٱسم بالأَلمانِيَّة | عَدد السُكَّان | المِساحَة (كم²) |
| ------------ | ---------------- | ---------- | ------------- |
| مدِينة دُورفِين | Stadt Dorfen     | 14٬494     | 100           |
| مدِينة إردِينغٌ | Stadt Erding     | 36٬291     | 55            |

### الأَسوَاق
| اِسم السُّوق      | ٱلِٱسم بالأَلمانِيَّة              | عَدد السُكَّان | المِساحَة (كم²) |
| -------------- | ----------------------------- | ---------- | ------------- |
| سُوق إِيسِين      | Markt Isen                    | 5٬832      | 44            |
| سُوق ڤَارتِينبِيرغٌ | (Markt Wartenberg (Oberbayern | 5٬286      | 50            |

### البلدَات
| اِسم البلدَة          | ٱلِٱسم بالأَلمانِيَّة                     | عَدد السُكَّان | المِساحَة (كم²) |
| ------------------- | ------------------------------------ | ---------- | ------------- |
| بَلْدَة بِيرغلِيرن       | Gemeinde Berglern                    | 2٬815      | 20            |
| بَلْدَة بُوكهُورن        | (Gemeinde Bockhorn (Oberbayern       | 3٬803      | 47            |
| بَلْدَة بُوخْ أَم بُوخْغآين | Gemeinde Buch am Buchrain            | 1٬520      | 22            |
| بَلْدَة آيِتِّينغٌ         | Gemeinde Eitting                     | 2٬770      | 35            |
| بَلْدَة فِينسِينغٌ        | Gemeinde Finsing                     | 4٬606      | 23            |
| بَلْدَة فُورِستِيرن       | Gemeinde Forstern                    | 3٬662      | 15            |
| بَلْدَة فرَآُونبِيرغٌ      | Gemeinde Fraunberg                   | 3٬537      | 42            |
| بَلْدَة هُوهِينبُولِدِينغٌ   | Gemeinde Hohenpolding                | 1٬562      | 27            |
| بَلْدَة إِنينغٌ أَم هُولِز  | Gemeinde Inning am Holz              | 1٬514      | 12            |
| بَلْدَة كِيرشِنَّبِيرغٌ      | (Gemeinde Kirchberg (Oberbayern      | 1٬014      | 17            |
| بَلْدَة لَانْغٌيِنْبِرآيْسِينغٌ | Gemeinde Langenpreising              | 2٬780      | 27            |
| بَلْدَة لِينغدُورف       | Gemeinde Lengdorf                    | 2٬706      | 34            |
| بَلْدَة مُوسينِّينغٌ       | Gemeinde Moosinning                  | 5٬700      | 40            |
| بَلْدَة نُويِشِينغٌ        | Gemeinde Neuching                    | 2٬541      | 20            |
| بَلْدَة أُوبِردِينغٌ       | Gemeinde Oberding                    | 6٬187      | 65            |
| بَلْدَة أُوتِّينهُوفِينٌ     | Gemeinde Ottenhofen                  | 1٬942      | 10            |
| بَلْدَة بَاستِيتِّين       | Gemeinde Pastetten                   | 2٬616      | 22            |
| بَلْدَة زَآنكت ڤُولفغَآنغٌ | (Gemeinde Sankt Wolfgang (Oberbayern | 4٬433      | 46            |
| بَلْدَة شتَآيْنكِيرشِينَ    | (Gemeinde Steinkirchen (Oberbayern   | 1٬219      | 18            |
| بَلْدَة تَآُوفكِيرشِينَ     | (Gemeinde Taufkirchen (Vils          | 10٬061     | 70            |
| بَلْدَة ڤَآلبِيرتسكِيرشِينَ | Gemeinde Walpertskirchen             | 2٬101      | 19            |
| بَلْدَة ڤُورت           | (Gemeinde Wörth (Landkreis Erding    | 4٬437      | 21            |

## وصلات خارجية
- الصّفحة الرّسميّة لِمِنطقَة إردِينغٌ (بالألمانية)